# Інститут космічної та планетарної астрофізики
Інститут космічної та планетарної астрофізики (англ. Institute of Space and Planetary Astrophysics, ISPA) — науково-дослідний інститут Університету Карачі в Пакистані, який займається теоретичними та прикладними дослідженнями в галузях, що стосуються астрономії, астрофізики, супутникового зв'язку, космічних польотів, динаміки, атмосферних наук, кліматології, дистанційного зондування та інших пов'язаних тем. Інститут має мережу математичних і фізичних лабораторій, розташованих у різних університетах Пакистану, а також керує Астрофізичною обсерваторією Університету Карачі.

## Історія
Інститут був заснований факультетом математики Університету Карачі в 1994 році як автономний науково-дослідний інститут з програмою з астрофізики й космічних наук. Однак перші кроки до заснування інституту були зроблені ще в 1960 році, коли А. Б. А. Халім, професор політології та віце-канцлер Університету Карачі, купив потужний астрономічний телескоп у західнонімецької компанії. Астрофізична обсерваторія Університету Карачі була заснована під адміністративним наглядом факультету математики Університету Карачі. Пізніше федеральний уряд Пакистану побудував будівлю для обсерваторії. У 1994 році будівля та обсерваторія стали частиною Інституту космічної та планетарної астрофізики, першим директором-засновником якого став професор Джавайд Квамар (Jawaid Quamar). Після виходу Квамара на пенсію, у 2002 році інститут очолив М. Шахід Куреші. Він упорядкував академічні програми та керував інститутом до 2010 року.

## Академічні програми
Інститут пропонує програми для студентів і аспірантів з фізики елементарних частинок, теоретичної фізики, астрофізики, фізики плазми та математики.